# Åsåker Station
Åsåker Station (Åsåker stasjon eller Asåker holdeplass) er en tidligere jernbanestation, der ligger i Asker kommune på Spikkestadlinjen i Norge. Stationen åbnede som trinbræt 22. december 1959 under navnet Åsaker, men den skiftede navn til Åsåker i september 1960. Betjeningen med persontog ophørte 9. december 2012 i forbindelse med indførelsen af ny køreplan for togtrafikken i Østlandsområdet.
Mens stationen blev betjent, bestod den af et spor og en perron af træ med et læskur. Togene stoppede kun efter behov, hvilket betød at passagerer der skulle af måtte give besked til konduktøren i god tid, mens dem der ville på måtte sørge for at være synlige på perronen, når toget kom.